# Пети, Амандин
Амандин Пети (фр. Amandine Petit; род. 30 сентября 1997, Кан) — французская модель, победительница конкурса красоты «Мисс Франция 2021», участница международного конкурса «Мисс Вселенная 2020».

## Биография
Амандин Пети родилась 30 сентября 1997 года в Кане (регион Нормандия) в семье Жана-Люка Пети и Натали Пети. Её отец работает государственным служащим в пенитенциарной системе, а мать в туристической фирме города Кан. Получив среднее образование, Амандин поступила в Университет Кан-Нормандия, где в 2021 году получила степень магистра в области управления геронтологическими учреждениями и структурами.
27 сентября 2020 года Амандин выиграла региональный конкурс красоты «Мисс Нормандия» и получила право представлять Нормандию на «Мисс Франция 2021». 19 декабря 2020 года после победы на национальном конкрусе Амандин была коронована как «Мисс Франция» и стала 7-й представительницей Нормандии, получившей этот титул. Амандин представляла Францию на международном конкурсе «Мисс Вселенная 2020» и по его итогам вошла в топ-21 финалисток.
В мае 2023 года Амандин опубликовала свою книгу «J'ai décidé d'oser» («Я решила рискнуть»), в которой рассказывается о её жизни и пути к победе в конкурсе «Мисс Франция».